# Marie Copps
Marie Copps (* 19. září 1970 v Chebu) je česká módní návrhářka, výtvarnice, floristka, zakladatelka projektu Give Help a Chance – FASHION FOR HELP. Od roku 1999 žije a pracuje v kanadském Torontu.

## Životopis
Vyrůstala v Západočeském kraji, ve městě Tachov. Vystudovala Střední ekonomickou školu v Mariánských Lázních. V letech 1989–1998 pracovala v Komerční bance v Tachově.
Roku 1999 odjela do Prahy na intenzivní kurz angličtiny a krátce nato odcestovala do kanadského Toronta, v němž žije.
Od mládí sama navrhovala, šila a pletla originální oděvy. Ve výtvarné tvorbě stejně jako v módním návrhářství je samoukem, tzv. self-made woman.
Je vdaná, má dceru Lauren Grace.